# Recherche spatiale
La recherche spatiale  regroupe des projets scientifiques qui utilisent des moyens spatiaux (satellite artificiel, sonde spatiale, fusée-sonde, ballon stratosphérique) pour collecter ses données. Elle s'est développée dès le début de l'ère spatiale (1957) et a débouché immédiatement sur de nombreux résultats (découverte de la ceinture de Van Allen par Explorer 1 en février 1958). La recherche spatiale représente entre 20 et 30 % des budgets des agences spatiales des principaux pays : NASA, ESA, CNES.
La recherche spatiale est une source d'apports importants dans de nombreuses disciplines scientifiques : l'observation de l’Univers - astronomie, cosmologie, physique fondamentale et exobiologie - , l'observation globale de la Terre - géophysique, Sciences de l'environnement, agronomie, risques naturels et la pollution - l'observation in situ du système solaire - physique des plasmas, planétologie comparée, interactions Soleil-Terre (météorologie spatiale) et exobiologie - ainsi que l'expérimentation en microgravité - physique expérimentale et médecine spatiale. La recherche spatiale joue par ailleurs un rôle moteur dans le développement des techniques spatiales avec des retombées dans des applications terrestres.

## Disciplines scientifiques concernées par la recherche spatiale
De nombreuses disciplines scientifiques utilisent les moyens spatiaux dans des proportions significatives. Pour certaines d'entre elles comme la géodésie, la cosmologie, l'étude des objets compacts (trous noirs, étoiles à neutrons) ou l'astrométrie les données collectées depuis l'espace jouent un rôle déterminant. Mais même pour celles-ci des observations complémentaires effectuées depuis la surface de la Terre sont utilisées.

### Sciences de l'environnement et du climat
Les sciences de l'environnement et du climat étudient l'atmosphère terrestre, les océans et les surfaces continentales de la Terre. Elles doivent répondre à des questions concernant l'évolution de la qualité de l'environnement : qualité de l'air, occupation de l'espace, biodiversité, ressources en eau, ressources alimentaires, Ressources énergétiques et autres ressources naturelles, changement climatique. Ces disciplines scientifiques ont besoin des moyens spatiaux pour obtenir des données continues et globales ainsi que pour expliquer les processus à l’œuvre à grande et petite échelle. Des techniques instrumentales expérimentales comme le lidar, l'interférométrie, le recueil de données simultanées par des satellites volant en formation (A-train, GPM)  sont mises en œuvre pour parvenir à une simulation fine de la dynamique du système Terre et permettre une prévision de son évolution.
Projets : TOPEX/Poseidon, Jason, ERS, Envisat, CryoSat,  MetOp-A, Terra, Aura, Aqua,  CALIPSO, CloudSat, PARASOL , GPM, GOCE, SMOS, EarthCARE, SWARM, GMES, SWOT

### Sciences de la Terre solide
Géodésie spatiale
La géodésie spatiale met en œuvre différentes techniques spatiales (altimétrie radar, altimétrie laser, la télémétrie laser sur satellites, le recours à des instruments GPS, Doris embarqués ..)  pour mesurer le champ de gravité terrestre et ses variations spatiotemporelles, les déformations de la croute terrestre, les variations du niveau des mers, pour définir  les systèmes de référence terrestre et  célestes... La géodésie spatiale joue un rôle déterminant dans la modélisation de la structure de la Terre, de la tectonique des plaques, de l'hydrologie continentale et de la dynamique des océans.
Projets : GRACE, GOCE,  ICESat, CryoSat, TOPEX/Poseidon, Jason 1, 2 et 3, Envisat, ADM-Aeolus
Télédétection spatiale
La prise d'images optique et radar depuis l'orbite terrestre avec une résolution inférieure au mètre fournit des éléments essentiels pour la compréhension de la mécanique des séismes, de la dynamique des volcans et du fonctionnement des grandes structures tectoniques actives.
Projets : Landsat, SPOT, ERS , JERS-1, Envisat, Sentinelle
Géomagnétisme
La détermination fine du champ magnétique terrestre dont se déduit en partie la structure du noyau terrestre et de sa dynamique a fortement t progressé grâce aux mesures effectuées depuis l'espace.
Projets : Magsat, SWARM , Déméter
Étude de la Terre solide depuis l'espace
Dans ce domaine qui reste à explorer, les caractéristiques structurelles de la croûte terrestre et de la lithosphère pourraient être déduites en partie en étudiant les répercussions des ondes sismiques dans l'ionosphère.
Projets :

### Système solaire, Soleil, exobiologie et systèmes planétaires
Physique solaire
L'étude du Soleil a considérablement progressé grâce à l'observation depuis l'espace des émissions du Soleil (vent solaire, rayonnement X et gamma) qui sont hors de portée des instruments terrestres car interceptées par l'atmosphère. La mise en place d'observatoires spatiaux emportant des instruments de plus en plus performants permet de recueillir de manière continue des données continues sur l'activité du Soleil qui permettent de mieux modéliser les processus à l'œuvre.
Projets : SOHO, Genesis, SDO, STEREO, Solar Orbiter, Solar Probe Plus
Plasmas spatiaux
Les satellites permettent l'étude in situ du milieu interplanétaire en particulier de la magnétosphère terrestre, de celle de Saturne et de Mercure ainsi que de l'héliosphère du Soleil et de ses limites.
Projets : Voyager 1, Cluster, Ulysses,  MMS, Cassini-Huygens, BepiColombo, Solar Orbiter
Systèmes planétaires
L'exploration du système solaire par les sondes spatiales a permis d'établir les caractéristiques des principaux objets présents : planètes terrestres et géantes gazeuses, lunes, astéroïdes, comètes et objet transneptuniens (en cours). La planétologie comparée, l'étude de vestiges des débuts de la formation du système solaire apportent des éléments fondamentaux permettant de modéliser la formation du système solaire et l'histoire des planètes et des lunes.
Projets : Programme Voyager, Giotto, Galileo, Cassini-Huygens, Rosetta, Venus Express, Dawn, MESSENGER, Mars Science Laboratory, Mars Express, Mars Reconnaissance Orbiter,  Stardust, Kepler, Gaia, New Horizons, Juno, JUICE, programme ExoMars, BepiColombo, Genesis, MAVEN

### Astronomie
Cosmologie et univers lointain
Dans ce domaine qui porte sur la formation et l'évolution des galaxies, l'apport d'instruments placés dans l'espace porte sur la détection des objets les plus lointains.
Projets : Hubble, Spitzer, Chandra, JWST
Objets compacts
Les objets compacts - étoiles à neutrons et trous noirs - sont détectés à travers les émissions de rayons X et gamma qui ne peuvent être observées que depuis l'espace. La détection d'ondes gravitationnelles, dont l'existence ne relève encore que de  la théorie, devrait apporter de nouvelles informations sur les objets compacts.
Projets :
Physique stellaire et milieu interstellaire
Les observations effectues depuis l'espace sont essentielles pour l'étude des phases initiale et finale du cycle de vie des étoiles, la détection des  planètes extrasolaires et la détermination des caractéristiques des étoiles à travers la sismologie stellaire.
Projets : Hubble, ISO, XMM-Newton, Spitzer, Herschel
Astrométrie
La mesure des distances et des positions des étoiles a des retombées fondamentales dans le domaine de l'astronomie. C'est un domaine dans lequel le recours à des engins spatiaux est incontournable.
Projets : Hipparcos, Gaia

### Physique fondamentale et cosmologie
Cosmologie
L'étude du contenu de l'Univers (énergie noire, matière noire) et son évolution dans le temps, thèmes principaux de la cosmologie, reposent essentiellement sur des mesures spatiales du rayonnement CMB et l'observation depuis l'espace des supernovae de type IA.
Projets :  WMAP, Planck
Gravitation
L'établissement d'une théorie unifiée de la physique reste un but à atteindre. Différences expériences spatiales portant sur le principe d'équivalence ou la détection des ondes gravitationnelles visent à faire avancer ce domaine de recherche fondamentale.
Projets : Microscope, Pharao, NGO

### Physique
Physique des fluides
L'observation de fluides en environnement de microgravité doit permettre de connaitre les propriétés de ceux-ci au repos.
Projets : Foton, DECLIC et Fluid Science Laboratory (Station spatiale internationale)

### Sciences de la vie
Effets de la gravité
L'objectif des études dans ce domaine visent à déterminer comment la gravité a contribué à façonner le monde animal et végétal et, dans la perspectives de missions spatiales de longue durée, dans quelle mesure l'homme peut s'adapter à un environnement caractérisé par l'absence de gravité ou une gravité réduite.
Projets : CARDIOLAB, Cardiomed, CARDIOSPACE

## La recherche spatiale en France
La recherche spatiale en France résulte en grande partie d'une démarche volontariste de l'État. L'agence spatiale française, le CNES, joue un rôle central en définissant les programmes avec les différents acteurs et en assurant la distribution des moyens financiers. La recherche spatiale se réalise autour de deux des instituts du CNRS - l’Institut national des sciences de l'univers et l’Institut National de Physique Nucléaire et de Physique de Particules - auxquels sont associés des centres de recherche situés dans les universités. Des liens forts existent avec des centres de recherche des autres pays participants aux projets de l'Agence spatiale européenne ainsi qu'avec des instituts de recherche d'autres pays, en particulier les États-Unis, l'Inde, le Japon et la Chine, dans le cadre de projets spatiaux le plus souvent bilatéraux.